# Scaphiodonichthys macracanthus
Scaphiodonichthys macracanthus is een straalvinnige vissensoort uit de familie van de eigenlijke karpers (Cyprinidae). De wetenschappelijke naam van de soort is voor het eerst geldig gepubliceerd in 1936 door Jacques Pellegrin en Pierre Chevey.